# Sant Pere, Santa Caterina i la Ribera
Sant Pere, Santa Caterina i la Ribera è uno dei quattro quartieri del distretto della Ciutat Vella di Barcellona.
Il quartiere confina a nord con il Passeig de Lluís Companys e con il Parco della Cittadella, a sud con la Via Laietana e a est con il quartiere de La Barceloneta.
È formato dall'unione dei precedenti quartieri de La Ribera, Santa Caterina e Sant Pere.

## Demografia
Il quartiere nel 2013 aveva una popolazione di 22.769 abitanti.